# غريغ دونز
غريغ دونز (بالإنجليزية: Greg Downs)‏ هو لاعب كرة قدم ومدرب كرة قدم بريطاني، ولد في 13 ديسمبر 1958 في Carlton, Nottinghamshire ‏ في المملكة المتحدة. لعب مع برمنغهام سيتي وفوريست غرين وكوفنتري سيتي ونادي توركي يونايتد ونادي كيترينغ تاون ونادي هيرفورد ونادي ووستر سيتي ونورويتش سيتي.